# 劇陽県
劇陽県（げきよう-けん）は中華人民共和国山西省にかつて存在した県。現在の朔州市応県北東部に相当する。
前漢により設置され、西晋により廃止された。